# Pax Romana
Pax Romana (na latinskom Rimski mir) razdoblje je u povijesti rimske države, to jest Rimskog Carstva karakteristično po izostanku većih oružanih sukoba. 
To razdoblje trajalo je od 1. stoljeća prije Krista, to jest 70. godine prije Krista, a završilo je u 2. stoljeću, to jest 180. godine poslije Krista. Takve su okolnosti stvorile uvjete za do tada nezabilježen razvoj prometnih veza na Mediteranu i u Južnoj Europi, a s tim i procvat ekonomije te širenje rimske, to jest antičke kulture koja je upravo u doba Pax Romane doživjela svoj tehnološki vrhunac.